# Malužiná
Malužiná (allemand : Eisenberg in der Liptau, hongrois : Maluzsina) est un village de Slovaquie situé dans la région de Žilina.

## Histoire
La première mention écrite du village date de 1750.

## Démographie

### Évolution de la population
| Année:               | 1994. | 2004.   | 2014.    | 2024.   |
| -------------------- | ----- | ------- | -------- | ------- |
| Nombre de personnes: | 289   | 286     | 257      | 235     |
| Différence:          |       | -1,03 % | -10,13 % | -8,56 % |

| Année:               | 2023. | 2024. |
| -------------------- | ----- | ----- |
| Nombre de personnes: | 235   | 235   |
| Différence:          |       | +0 %  |